# Queen's Gate Terrace
Queen's Gate Terrace est une rue de la ville de Londres, Royaume-Uni.

## Situation et accès
Longue de 260 mètres, orientée est-ouest, elle part de Gloucester Road et se termine à Queen's Gate.
Le quartier est desservi par les lignes  Circle  District  Piccadilly, à la station South Kensington.

## Origine du nom

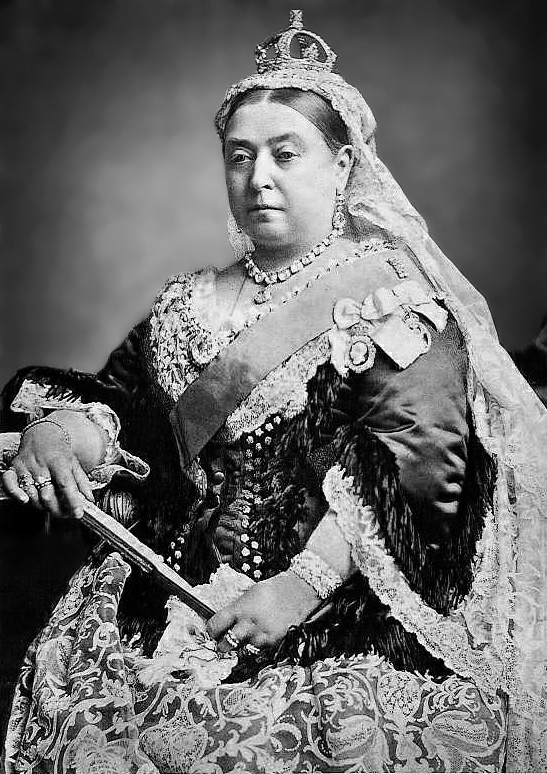
La reine Victoria.

Elle doit son nom à la rue voisine, Queen's Gate.

## Bâtiments remarquables et lieux de mémoire

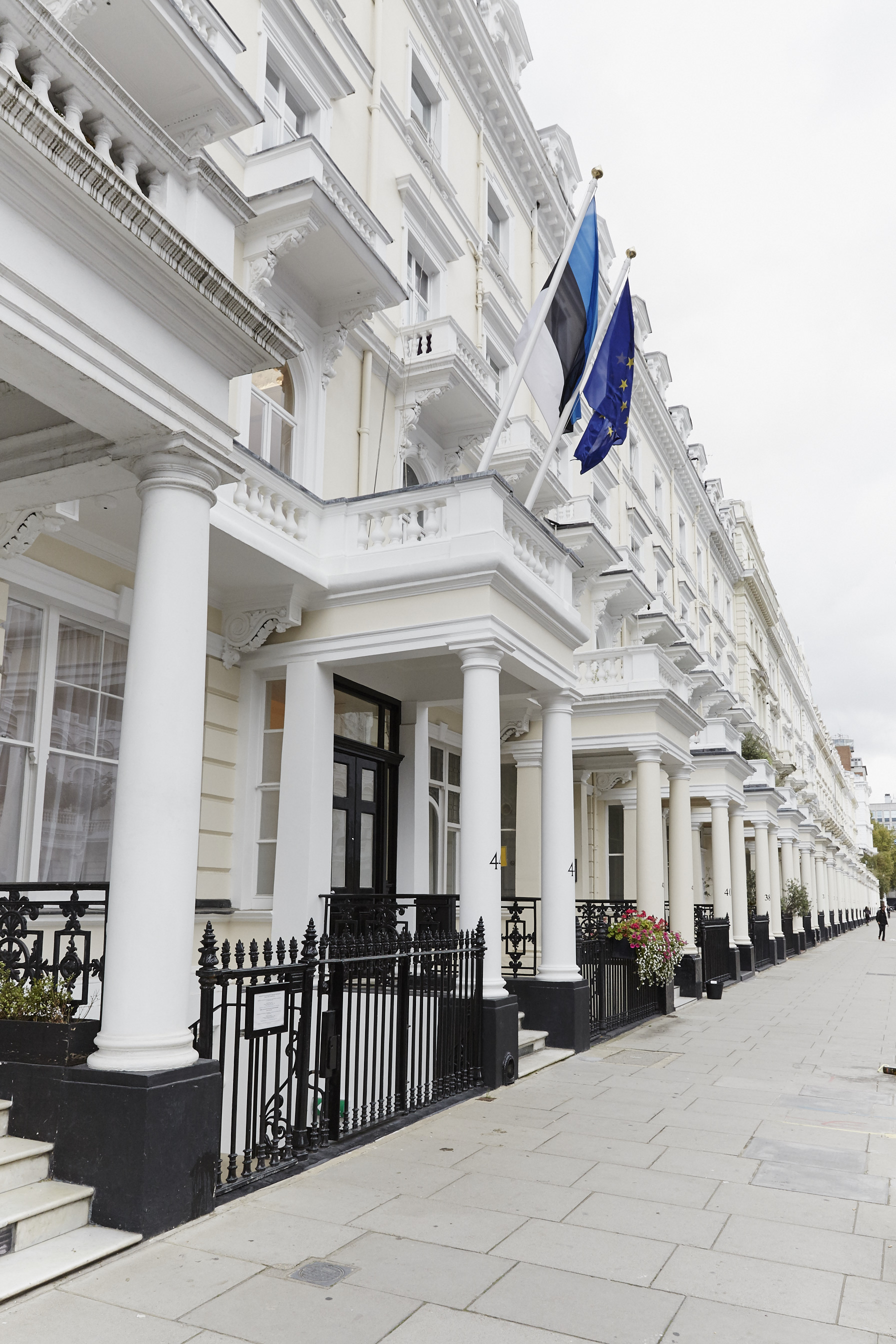
No 44 : l’ambassade d’Estonie.

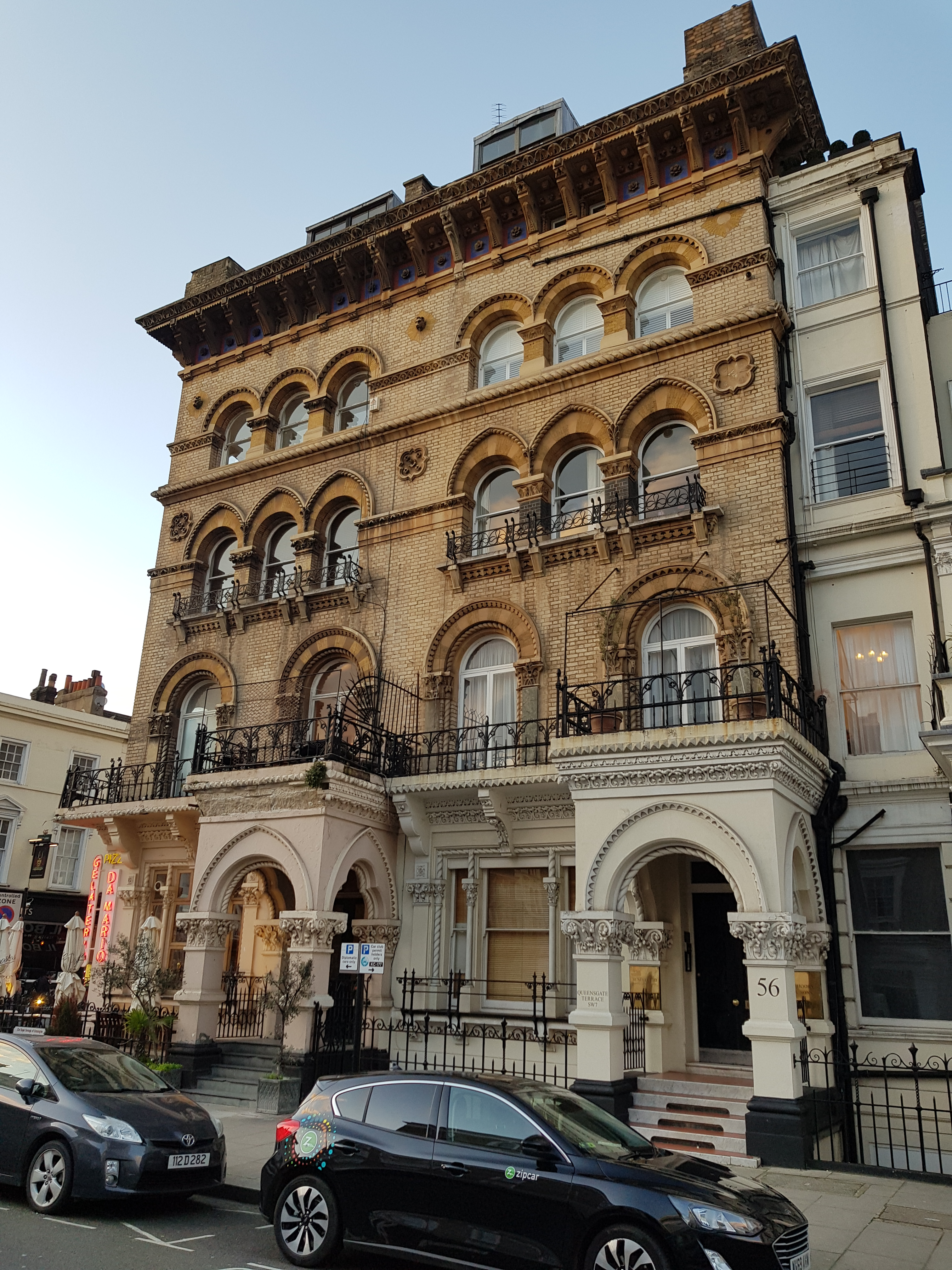
Nos 56-58.

- No 5 : bâtiment de 1865 construit par l’architecte CJ Richardson[1].

- No 14 : bâtiment de 1859[1].

- No 15 : bâtiment de 1856 construit par l’architecte W. Harris[1].

- No 22 : bâtiment de 1858[1].

- No 44 : ambassade d’Estonie.

- Nos 56-58 : maisons construites en 1863-1865 classées de grade II[2].